# Pierre Nkurunziza
Pierre Nkurunziza (Bujumbura, 18 de dezembro de 1964 – Karuzi, 8 de junho de 2020) foi um político burundiano que ocupou o cargo de presidente de seu país de 2005 a 2020, e líder do Conselho Nacional para a Defesa da Democracia-Forças de Defesa da Democracia (CNDD-FDD). O CNDD foi um grupo de rebeldes da etnia hutu de Burundi mas se transformou em um partido político e a principal força no país. Nkurunziza foi acusado frequentemente de liderança autocrática e seu governo é marcado por acusações de corrupção.
Morreu no dia 8 de junho de 2020 em Karuzi de parada cardíaca. Nkurunziza planejava permanecer ativo na política como "Guia Supremo do Patriotismo", um título que viria com uma casa de pensão e aposentadoria de 1 bilhão de francos do Burundi ($535 000 dólares). Ele tinha 55 anos e deveria renunciar em agosto, quando o general aposentado Evariste Ndayishimiye, que foi eleito nas eleições do mês passado, deveria assumir o cargo.